# 遠山景元

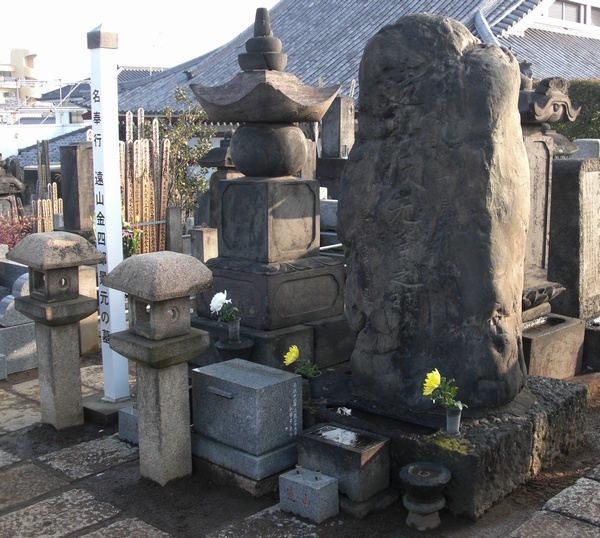
遠山金四郎景元之墓（東京都豐島区巢鴨・本妙寺）

遠山景元（日语：／ Tōyama Kagemoto，1793年9月27日—1855年4月15日）是日本江戶時代後期的幕臣、旗本。幼名通之進、通稱金四郎、位階為從五位下。官職為左衛門少尉。

## 生平

### 前半生
為知行500石明知遠山氏分家的第六代當家。父親是擔任長崎奉行的遠山景晉、母親是榊原忠寛之女。
父・景晉是從永井家到遠山家當養子、之後因為養父之子景善出生、於是景晉收養景善。景元出生時，因為景善的收養手續尚未辦好、因此景元的出生證明直到手續結束後，亦即他誕生的翌年9月才提出。文化6年（1809年）、將名字改成父親的通稱‧金四郎。青年時因為生於如此複雜的家庭環境、所以離家而在町屋中渡過一段放蕩的歲月、之後才回家。
文化11年（1814年）與堀田一定（主膳）之女、當時百人組頭的堀田一知的妹妹阿惠結婚。雖然堀田伊勢守家是知行4200石與知行500石的遠山家門戶不相對、但當時的當家景晉是長崎奉行、所以讓堀田家看到景元的未來性而接受這門婚姻。文政7年（1824年）景善過世、翌年文政8年（1825年）出仕於幕府、在江戶城西丸的小納戸工作並且領300俵的報酬、而且也擔任照顧德川家慶的工作。文政12年（1829年）4月、景晉隱居而繼承家督一職、也繼承了知行地500石。
天保3年（1832年）就任西丸小納戶頭取格、同時敘任從五位下大隅守一職、天保5年（1834年）升職為西丸小納戸頭取、天保6年（1835年）轉任小普請奉行、天保7年（1836年）官職轉任為左衛門少尉（左衛門尉）。天保8年（1837年）成為作事奉行、天保9年（1838年）成為勘定奉行（公事方）、天保11年（1840年）就任北町奉行。

### 北町奉行時代
天保12年（1841年）由於開始實施天保改革、12月由奉行所下令禁止與身分不符的鋪張和奢華生活、並且也開始取締而與町有所接觸、雖然他贊成削減一部分寄席(類似戲院)的方針。不過他卻反對會威脅町人生活和利益的極端法令的實施、因此讓他與南町奉行矢部定謙一起成為老中水野忠邦及目付鳥居耀藏政敵。
天保12年9月、景元向水野提出建議、內容則是認為對於一邊禁止町民浪費一邊卻又不適用在武士這一邊、所以要求能夠禁止繁瑣的禁令而讓町人們都能有合乎其身分的舉止而要求緩和禁止令的實施。水野將建議交給12代將軍家慶、但卻沒有採用其意見，而依然繼續實施禁止令。同年因為鳥居的策畫讓矢部過去的事情被揭發、翌天保13年（1842年）遭到罷免・改易而在伊勢桑名藩死亡、鳥居則就任南町奉行、讓景元一個人獨自對抗水野・鳥居。
由於寄席削減的事情與水野對立、當初景元對於加入禁止項目的女淨瑠璃一事雖然是向水野提出讓寄席停止営業的建議、但水野對寄席卻主張要全部廢除、被景元以會讓藝人失業以及恐怕會讓人們失去娛樂為由而反對、結果雖然水野的意見被大幅緩和、但一部分的寄席仍被廢除、也不準演出教育物以外的戲劇。
天保12年11月、在水野接受鳥居的建言而要廢除戲院時、景元因為反對而留下了淺草猿若町的戲院。因此讓感謝他的人們對他相當贊賞並且也開始演出『遠山的金先生』的戲。由於遠山與鳥居對立，於是他們以「遠山＝好人、鳥居＝惡人」為主題來創作（不過鳥居從以前就不被人民所喜愛）。
由於景元還有像是阻止株仲間(類似公司)的解散令而讓他被處以禁止面見將軍的處分、牽制企圖除去床見世（相當於現在的路邊攤）的水野、反對人返法而將其內容加以緩和、保持著反抗改革的行動。
不過天保14年（1843年）2月24日、因為鳥居的策略讓他被罷免北町奉行一職並且成為大目付。雖然官位上升、但由於只是向各地大名傳達命令而等同閒職一般。在就任時的12月29日也兼任分限帳改、翌天保15年（弘化元年、1844年）2月22日擔任朝鮮使節来聘御用取扱。同年11月向寺社奉行青山幸哉家臣岩井半兵衛委託製作的盔甲「紺糸威胴丸」完成。

### 南町奉行時代、晩年
天保14年閏9月13日水野由於改革失敗遭罷免、鳥居則背叛他而成為反對派而保住他的地位、翌弘化元年6月21日水野復職、並且對鳥居加以報復而讓他失勢、水野之弟跡部良弼則成為後任的南町奉行，但在弘化2年（1845年）被調動為小姓組番頭、景元因此坐上南町奉行一職。同一人物能夠擔任南北兩町的奉行可說是相當稀奇的例子
他在擔任南町奉行時，致力於株仲間的再興、並且向幕府提出要讓床見世存續的要求也獲得同意。又景元就任前，一度被廢除的寄席也因此復活。之後他也受到接掌水野位置的阿部正弘的重用、嘉永4年（1851年）也負責編篆赦律。
嘉永5年（1852年）隱居，將家督一職讓給嫡男景纂、剃髪出家而號歸雲、3年後，在63歳時死去。戒名是歸雲院殿從五位下前金吾校尉松僲日亨大居士。墓地在東京都豐島區巢鴨的本妙寺（江戶時代是文京區本鄉）。

## 「遠山的金先生」的各種說法
由於青年時的放蕩時代有去刺青，而擁有有名的「櫻吹雪刺青」。不過這也只是眾多說法之一、其他還有「只刺在右手腕」或「左腕上有花的圖案」、「只有一枚櫻花」、「背後則有女人的頭的圖案」」「全身到處都是刺青」等各種說法。甚至還有懷疑刺青圖案的見解、也就是把通常要刺「武士刺青」的地方刺成「賭徒刺青」的說法。由於有沒有刺青的說法沒有確切的文獻、時代考據家稻垣史生則是基於他年輕時與俠士之輩來往的經歷、所以推測遠山在那時就有刺青。並且緊接著推測、他在當奉行時才會因此很在意自己的袖子，而有袖子被翻開後立刻收回去的習慣。但作為奉行的話題已經超出是否有刺青的範圍、恐怕不能說就是要因此遮住直到手肘的刺青。不過因為上述說法都是傳聞而已，因此現在已經難以判斷是否為事實了。
另外，因為景元長年患有痔瘡、所以難以騎馬進城、因此向幕府提出許可他搭轎子進城的申請、而留有受理他的請求的文書（由於以景元的身分不容許他搭轎子進城，所以他是以疾病為由提出）。
景元死後、透過說書・歌舞伎而完成基本的故事模式、並且透過陣出達朗所寫的歷史小説「遠山的金先生」而普及化他的故事。現在則因為電視劇的影響而被認為他是位名奉行、讓他能夠與大岡忠相的人氣平分秋色、但卻幾乎沒有留存如電視劇般的名裁判的記錄。不過在那個三權分立尚未確立的時代、由於町奉行的工作包括江戶市内的行政・司法。也就是一人身兼像是東京都知事與警視總監與東京地方裁判所法官的存在、所以現在所說的法官角色，也不過是他工作的一部分而已（不過對於大岡忠相也能適用這個說法）。
不過因為從當時就有他作出好判決的評價、也有讓他擁有好法官印象的小故事。天保12年8月18日的「公事上聽」（歷代德川將軍都會進行一次、是觀看三奉行的實際裁判情形）中、景元就作出讓將軍德川家慶欣賞的裁判、而稱讚他是奉行的典範。因此景元就算履次與鳥居和水野對立、但卻沒有像是矢部一樣遭到罷免、也被認為是受到將軍的「庇佑」所致。景元這番「能吏中的能吏」的好名聲、也讓他從江戶時代轉移到明治時代時，依舊殘留在以舊幕臣為首的人們的記憶之中、因此也誕生了許多以景元為主角的說書故事、而被說是讓電影與戲劇可以繼承其故事的重要原因。

## 其他
日本時代劇「遠山之金先生」中的主角、但名字則是採用其通稱而叫作「遠山金四郎」，戲中也常以身上的櫻吹雪刺青來喝斥惡人而聞名。
緋彈的亞莉亞之中、為男主角遠山金次及其兄、弟、妹的祖先，爆發模式傳承下來的祖先，據說只要看到女性的皮膚就能進入爆發狀態，是個很能想像的人物。

## 備註
1. ↑  岡崎寛徳『遠山金四郎』講談社〈講談社現代新書〉、2008年。P101 - P103
2. ↑  藤田覚『遠山景元 老中にたてついた名奉行』（日本史リブレット人 053）山川出版社、2009年。P41 - P47
3. ↑  藤田、P57 - P69
4. ↑  昭和17年（1942年）由遠山家將盔甲捐給靖国神社、而由他們保管。岡崎、P132 - P136
5. ↑  舊幕臣中根香亭所寫「大日本人名辭書」中，關於「遠山左衛門尉」的記述「手腕上有櫻花的紋身」
6. ↑  木村芥舟「黄粱一夢」
7. ↑  中根香亭「帰雲子伝」明治26年（1893年）
8. ↑  「浮世の有様」弘化期刊
9. ↑  石井良助編「江戸町方の制度」
10. ↑  『日本人名大辞典』（昭和12年（1937年） 平凡社刊）「為人聰明但在年輕相當放蕩而經常喝酒、住在妓院、與市井的流氓為伍」。
11. ↑  景元也在荒俣宏的小説『帝都物語』的前日談『帝都幻談』中以主角之一的身分登場。
12. ↑  藤田、P43 - P44
13. ↑  岡崎、P214